# マイケル・ムッサ
マイケル・ムッサ（Michael Louis Mussa, 1944年4月15日 - 2012年1月15日）は、ロサンゼルスで生まれたアメリカの経済学者。シカゴ大学で学んだ後、同校を中心に教えたあと、IMFで活躍した。専門は国際経済学、国際金融論。

## 略歴
- 1944年 カリフォルニア州ロサンゼルスで生まれる。
- 1966年 カリフォルニア大学ロサンゼルス校を卒業する（BA)。
- 1970年 シカゴ大学よりMAを得る。
- 1974年 シカゴ大学よりPh.D.を得る。
- 1971年 - 1976年　ロチェスター大学で教える。
- 1975年 - 1976年　ロンドン・スクール・オブ・エコノミクス（LSE）のリサーチ・フェローとなる。
- 1975年 ジュネーヴの国際研究大学院（Prix Mondial Nessim Habit）で研究する（1981年にも）。[疑問点 – ノート]
- 1976年 - 1991年　シカゴ大学の教授となる。
- 1986年 - 1988年　ロナルド・レーガンの大統領経済諮問委員会（CEA）のメンバーとなる。
- 1991年 - 2001年　国際通貨基金（IMF）の経済顧問兼調査局長となる。
- 2001年 - 2012年　ピーターソン研究所上級研究員となる。
- このほか、ニューヨーク市立大学で教授、全米経済研究所（NBER）メンバーなどになる。
- 2012年 ワシントンD.C.で心臓発作により死去する（67歳）。

## 業績
- 1991年 - 2001年に、IMFのチーフ・エコノミストとなる（その後は、ケネス・ロゴフが後任）。

## 家族
- 結婚はしなかった。
- 遺族としては、一人の兄弟がいる。

## 著作
- Argentina and the Fund: From Triumph to Tragedy, Policy Analyses in International Economics 67, 2002.
- C. Fred Bergsten and the World Enonomy, edited by Michael Mussa, 2006.